# Hans-Jürgen Kretschmer
Hans-Jürgen Kretschmer (* 10. Januar 1955 in Minden) ist ein deutscher Jurist. Er war von September 1999 bis Oktober 2020 Richter am Bundessozialgericht.

## Leben und Wirken

### Ausbildung
Kretschmer studierte Rechtswissenschaften an der Freien Universität Berlin. Das Studium schloss er 1979 mit dem ersten juristischen Staatsexamen ab. Es folgte das Referendariat, das er 1981 mit dem zweiten Staatsexamen abschloss. Neben dem Referendariat war er von 1979 bis 1982 wissenschaftlicher Mitarbeiter an der FU Berlin. Er promovierte dort 1982 zum Thema „Der Vorbehalt des Gesetzes im Sozialversicherungsrecht“.

### Juristischer Werdegang
1982 begann er seine Karriere im Justizdienst als Richter und wurde 1983 Richter am Sozialgericht Berlin. 1990 wechselte er zum damaligen Landessozialgericht Berlin, begann erst als Richter und wurde im Mai 1999 zum Vorsitzenden Richter ernannt. Seit dem 1. September 1999 war er Richter am Bundessozialgericht. Er gehörte dort zunächst dem mit Vertragsarzt- und Vertragszahnarztrecht befassten 6. Senat des Bundessozialgerichtes an. Im Oktober 2003 wechselte er dann in den mit Krankenversicherungsrecht befassten 1. Senat des Gerichtes, wurde im August 2008 der stellvertretende Vorsitzende des 1. Senats und am 19. Januar 2011 Vorsitzender des 12. Senates. Seit 1. Januar 2017 war er Vorsitzender des 3. Senats, der für die Krankenversicherung – insbesondere Hilfsmittel und nichtärztliche Leistungserbringung –, Künstlersozialversicherung und Pflegeversicherung zuständig ist. Von 2005 bis 2016 war Kretschmer Mitglied des Präsidiums des Bundessozialgerichts, das ihn seit Anfang 2009 auch in den Präsidialrat entsandte. Am 31. Oktober 2020 hatte er die Altersgrenze erreicht und wurde in den Ruhestand verabschiedet.
Kretschmer hielt zahlreiche wissenschaftliche Vorträge, verfasste Kommentare und Artikel zum Sozialrecht. Schwerpunktmäßig beschäftigte er sich mit Scheinselbstständigkeit, dem europäischen Sozialrecht und Tendenzen der Entsolidarisierung im Sozialversicherungsrecht. Er veröffentlicht unter anderem im Gemeinschaftskommentar zum Sozialgesetzbuch.

### Privates
Kretschmer ist verheiratet mit Dorothee Köpp, hat drei Kinder und ist Mitglied der SPD. Er lebt mit seiner Familie in Kassel.

## Veröffentlichungen (Auswahl)
- Der Vorbehalt des Gesetzes im Sozialversicherungsrecht. Dissertation. Freie Universität Berlin, Berlin 1984, DNB 860330087.
- mit anderen: Gemeinschaftskommentar zum Sozialgesetzbuch. Teil: Allgemeiner Teil. Luchterhand, Neuwied / Kriftel / Berlin 1996, ISBN 978-3-472-00089-1.
- Die Sozialversicherung bei "Scheinselbständigen" und "arbeitnehmerähnlichen" Selbständigen. Informationen zum "Gesetz zu Korrekturen in der Sozialversicherung". Deutscher Industrie- und Handelstag, Bonn 1999, DNB 956926479.
- Die Rechtsprechung des Gerichtshofs der Europäischen Gemeinschaften aus der Warte der Sozialgerichtsbarkeit. In: Die Sozialgerichtsbarkeit. Nr. 2, 15. Februar 2008, S. 65–76, doi:10.37307/j.1864-8029.2008.02.03.
- mit anderen: Fortschritt durch Recht. Hrsg.: Sozialpädagogisches Institut des SOS-Kinderdorf. SOS-Kinderdorf e.V., Sozialpädagogisches Institut, München 2010, urn:nbn:de:sos-108-5 (sos-kinderdorf.de [PDF]).
- mit Ricarda Brandts, Wolfgang Düe, Carsten Karmanski, Thomas Krodel, Heinrich Stratmann: Sozialgesetzbuch, Arbeitsförderung, SGB III. Kommentar. Hrsg.: Jürgen Brand. 6. Auflage. Beck, München 2012, ISBN 978-3-406-63165-8.